# Liste der Kulturdenkmale in Gefell
Die Liste der Kulturdenkmale in Gefell umfasst die als Einzeldenkmale, Bodendenkmale und Denkmalensembles erfassten Kulturdenkmale auf dem Gebiet der Stadt Gefell im thüringischen Saale-Orla-Kreis (Stand: August 2022). Die Angaben in der Liste ersetzen nicht die rechtsverbindliche Auskunft der zuständigen Denkmalschutzbehörde.

## Legende
- Bild: zeigt ein Bild des Kulturdenkmals und gegebenenfalls einen Link zu weiteren Fotos des Kulturdenkmals im Medienarchiv Wikimedia Commons
- Bezeichnung: Name, Bezeichnung oder die Art des Kulturdenkmals
- Lage: Wenn vorhanden Straßenname und Hausnummer des Kulturdenkmals; Grundsortierung der Liste erfolgt nach dieser Adresse. Der Link Karte führt zu verschiedenen Kartendarstellungen und nennt die Koordinaten des Kulturdenkmals.
 Kartenansicht, um Koordinaten zu setzen – in dieser Kartenansicht sind Kulturdenkmale ohne Koordinaten mit einem roten bzw. orangen Marker dargestellt und können in der Karte gesetzt werden. Kulturdenkmale ohne Bild sind mit einem blauen bzw. roten Marker gekennzeichnet, Kulturdenkmale mit Bild mit einem grünen bzw. orangen Marker.
- Datierung: gibt das Jahr der Fertigstellung beziehungsweise das Datum der Erstnennung oder den Zeitraum der Errichtung an
- Beschreibung: bauliche und geschichtliche Einzelheiten des Kulturdenkmals, vorzugsweise die Denkmaleigenschaften
- ID: Die ID identifiziert das Kulturdenkmal eindeutig. In Thüringen sind aktuell keine IDs veröffentlicht. In der ID-Spalte kann sich auch folgendes Icon  befinden, dies führt zu Angaben zu diesem Kulturdenkmal bei Wikidata.

## Kulturdenkmale nach Ortsteilen

### Blintendorf
| Bild                                    | Bezeichnung                                                 | Lage                                     | Datierung | Beschreibung                                          | ID |
| --------------------------------------- | ----------------------------------------------------------- | ---------------------------------------- | --------- | ----------------------------------------------------- | -- |
| weitere Bilder Fotos hochladen          | Kirche mit Ausstattung, Kirchhofmauer und Gefallenendenkmal | Ortsstraße (Karte)                       |           |                                                       |    |
| Direkt Bild zu diesem Denkmal hochladen | mittelalterlicher Verkehrsweg                               | Hohlweg, ca. 1 km. nö. des Ortes im Wald |           | Bodendenkmal; Länge ca. 410 m, Grenzsteine vorhanden. |    |

### Dobareuth
Keine denkmalgeschützten Objekte.

### Frössen
| Bild                           | Bezeichnung | Lage               | Datierung | Beschreibung | ID |
| ------------------------------ | ----------- | ------------------ | --------- | ------------ | -- |
| weitere Bilder Fotos hochladen | Kirche      | Ortsstraße (Karte) |           |              |    |

### Gebersreuth
| Bild                                    | Bezeichnung | Lage               | Datierung | Beschreibung | ID |
| --------------------------------------- | ----------- | ------------------ | --------- | ------------ | -- |
| Direkt Bild zu diesem Denkmal hochladen | Taubenhaus  | Gebersreuth Nr. 15 |           |              |    |
| Direkt Bild zu diesem Denkmal hochladen | Taubenhaus  | Gebersreuth Nr. 16 |           |              |    |

### Gefell
| Bild                                    | Bezeichnung                                                   | Lage              | Datierung | Beschreibung        | ID |
| --------------------------------------- | ------------------------------------------------------------- | ----------------- | --------- | ------------------- | -- |
| Direkt Bild zu diesem Denkmal hochladen | Gartenhaus (im Stil Goethehaus)                               | Bergstraße        |           |                     |    |
| Direkt Bild zu diesem Denkmal hochladen | Marktbrunnen                                                  | Brunnen           |           | technisches Denkmal |    |
| Direkt Bild zu diesem Denkmal hochladen | „Hieferweg“ (mit 11 Felsenkellern) – historischer Verkehrsweg | Hofer Weg         |           |                     |    |
| Direkt Bild zu diesem Denkmal hochladen | ehemaliges Schulhaus                                          | Kirchberg 3       |           |                     |    |
| Direkt Bild zu diesem Denkmal hochladen | Diakonat                                                      | Kirchberg 5       |           |                     |    |
| Direkt Bild zu diesem Denkmal hochladen | Pfarrhaus                                                     | Kirchberg 7       |           |                     |    |
| weitere Bilder Fotos hochladen          | Evangelisch-lutherische Kirche mit Ausstattung                | Kirchberg (Karte) |           |                     |    |
| Direkt Bild zu diesem Denkmal hochladen | Wohn- und Geschäftshaus                                       | Markt 15          |           |                     |    |
| Direkt Bild zu diesem Denkmal hochladen | Fabrikgebäude                                                 | Mühlberg 2        |           |                     |    |

### Göttengrün
| Bild                                    | Bezeichnung                                                            | Lage              | Datierung | Beschreibung | ID |
| --------------------------------------- | ---------------------------------------------------------------------- | ----------------- | --------- | ------------ | -- |
| Direkt Bild zu diesem Denkmal hochladen | ehemaliges Gasthaus (Bahnhofs-Gasthaus) mit Grundstück und Einfriedung | Göttengrün Nr. 21 |           |              |    |

### Langgrün
| Bild                           | Bezeichnung                    | Lage               | Datierung | Beschreibung | ID |
| ------------------------------ | ------------------------------ | ------------------ | --------- | ------------ | -- |
| weitere Bilder Fotos hochladen | Kirche mit Ausstattung         | Ortsstraße (Karte) |           |              |    |
| Fotos hochladen                | Grabstätte für 11 KZ-Häftlinge | Friedhof (Karte)   |           |              |    |